# Trish Stratus
Patricia Anne Stratigeas (* 18. Dezember 1975 in Richmond Hill, Ontario), besser bekannt als Trish Stratus, ist ein kanadisches Fitnessmodel und eine Wrestlerin, die gegenwärtig beim Marktführer World Wrestling Entertainment unter Vertrag steht.
Im Verlauf ihrer Karriere durfte sie insgesamt siebenmal die WWE Women’s Championship gewinnen.

## Privat
Stratigeas ist die älteste Tochter von John und Alice Stratigeas. Sie ist sowohl griechischer als auch polnischer Abstammung. Ihre beiden Schwestern heißen Christie und Melissa.

## Wrestling-Karriere

### Anfänge
Stratigeas war als Fitnessmodel bekannt, bevor sie bei der World Wrestling Federation einen Vertrag unterschrieb. Ihre Anfänge im Wrestling machte sie in der kanadischen Promotion Apocalypse Wrestling Federation (AWF) und wurde dort durch den Wrestler Ron Hutchinson trainiert.

### World Wrestling Entertainment (seit 2000)
Am Anfang ihrer WWE-Karriere war Stratigeas die Ringbegleiterin (Valet) von Test und Albert. Die drei bildeten das Team T & A. Später wurde sie auch selbst als Wrestlerin aktiv und in den folgenden Jahren von Fit Finlay trainiert.
Am 18. November 2001 durfte Stratigeas bei der WWE-Großveranstaltung Survivor Series in einer sogenannten 6-Pack-Challenge zum ersten Mal die WWE Women’s Championship erringen. Ebenso durfte sie am 6. Mai 2002 kurzfristig den mittlerweile inaktiven WWE Hardcore Championship erringen. Sie musste den Hardcore-Titel noch am selben Tag aufgrund der damals geltenden 24/7-Regel wieder abgegeben.

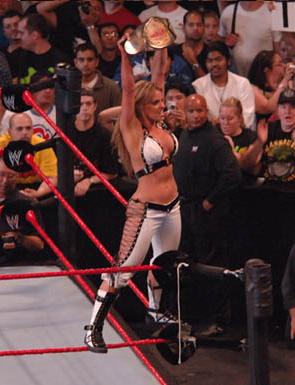
Die siebenfache WWE Women’s Champion Trish Stratus mit dem Titel

Am 27. Januar 2003 hatte Stratigeas im ersten WWE Women’s Chicago Street Fight ein Titelmatch gegen WWE Womens's Championess Victoria, durfte dieses aber nicht gewinnen. Im selben Jahr wurde sie zur WWE-Diva des Jahrzehnts (Diva of the Decade) gewählt. 2003 erschien außerdem eine von der WWE produzierte DVD mit dem Titel Trish Stratus: 100 % Stratusfaction Guaranteed.
Nach einem erneuten Titelgewinn musste Stratigeas handlungsgemäß am 6. Dezember 2004 den WWE Women's Titel an Lita abtreten.
Stratigeas hatte ihren Anfang Oktober 2006 auslaufenden Vertrag mit der WWE nicht verlängert. Ihr letztes WWE-Match fand am 17. September 2006 bei der Veranstaltung WWE Unforgiven in ihrer Heimatstadt Toronto statt. Dort durfte sie ein letztes Mal den WWE Women's Championship-Titel gegen Lita erringen.
Am 22. Dezember 2008 kam Stratigeas kurzfristig zu Monday Night Raw zurück, wo sie in einem Tag Team-Match mit John Cena gegen Santino Marella und Beth Phoenix gewinnen durfte.
Am 14. September 2009 hatte sie einen Gastauftritt bei RAW, wobei sie für einen Tag gemäß Storyline als Generaldirektorin des RAW-Roster auftreten durfte.
In der 5. Staffel fungierte Stratigeas als Trainerin der WWE-Show WWE Tough Enough. Am 6. April 2013 wurde sie in die WWE Hall of Fame aufgenommen.
Nach mehrjähriger Pause kehrte sie 2018 in die WWE zurück. Am 11. August 2019 verlor sie ein Singles Match gegen Charlotte Flair beim WWE SummerSlam, mit diesem Match beendete sie ihre In-Ring Karriere für die nächsten Jahre.
Nachdem sie im April 2023 bei Wrestlemania 39 ein 6 Women‘s Tag Team Match an der Seite von Lita und Becky Lynch gegen Damage Control bestritten hatte, kehrte sie offiziell in den Ring zurück. Bei der WWE RAW Ausgabe vom 10. April bestritt sie ein Tag Team Match mit Becky Lynch, um den WWE Women’s Tag Team Championship zu verteidigen. Dieses Match verloren sie. Nach dem Match kam es zu einem Heel-Turn Trish Stratus, als sie Becky Lynch angriff. Am 27. Mai trafen die beiden beim Event WWE Night of Champions gegeneinander an, das Match konnte Stratus dann durch das Eingreifen von Zoey Stark gewinnen. Die Dreier-Fehde zog sich über mehrere Monate, bis sich Stratus mit Stark laut Storyline überwarf.

## Außerhalb des Wrestlings
Als Fitnessmodel war Stratigeas bereits auf einigen Titelseiten von Gesundheits- und Fitnessmagazinen abgelichtet und hat einen eigenen Kalender namens Dream Team mit Stacy Lynn veröffentlicht. Sie wurde in den Jahren 2001 bis 2003 dreimal zum WWE Babe of the Year gewählt und 2004 dann von Stacy Keibler abgelöst.

Stratigeas hat darüber hinaus als Geschäftspartnerin ein Yoga-Studio namens Stratusphere eröffnet.
Stratigeas heiratete am 30. September 2006 Ron Fiscio, den sie bereits aus der High School kannte. Am 30. September 2013 brachte sie einen Sohn zur Welt.

## Wrestling-Erfolge
WWE
- Hall of Fame (Class of 2013)
- WWE Women’s Championship (7×)
- WWE Hardcore Champion (1×)
- Babe of the Year (2001, 2002, 2003)
- Diva of the Decade (2003)

Ontario Sports Hall of Fame
- Sandy Hawley Community Service Award (2017)